# Greene County (Virginie)
Greene County je okres ve Virginii na východě Spojených států amerických. Při sčítání lidu v roce 2020 zde žilo 20 552 obyvatel. Jeho okresní město je Stanardsville.
Greene County je součástí Charlottesville ve virginské metropolitní statistické oblasti.
V posledních letech se Greene County stalo turistickou destinací pro obyvatele metropolitní oblasti, kteří navštěvují národní park Shenandoah a malebná podhůří Virginie.

## Dějiny

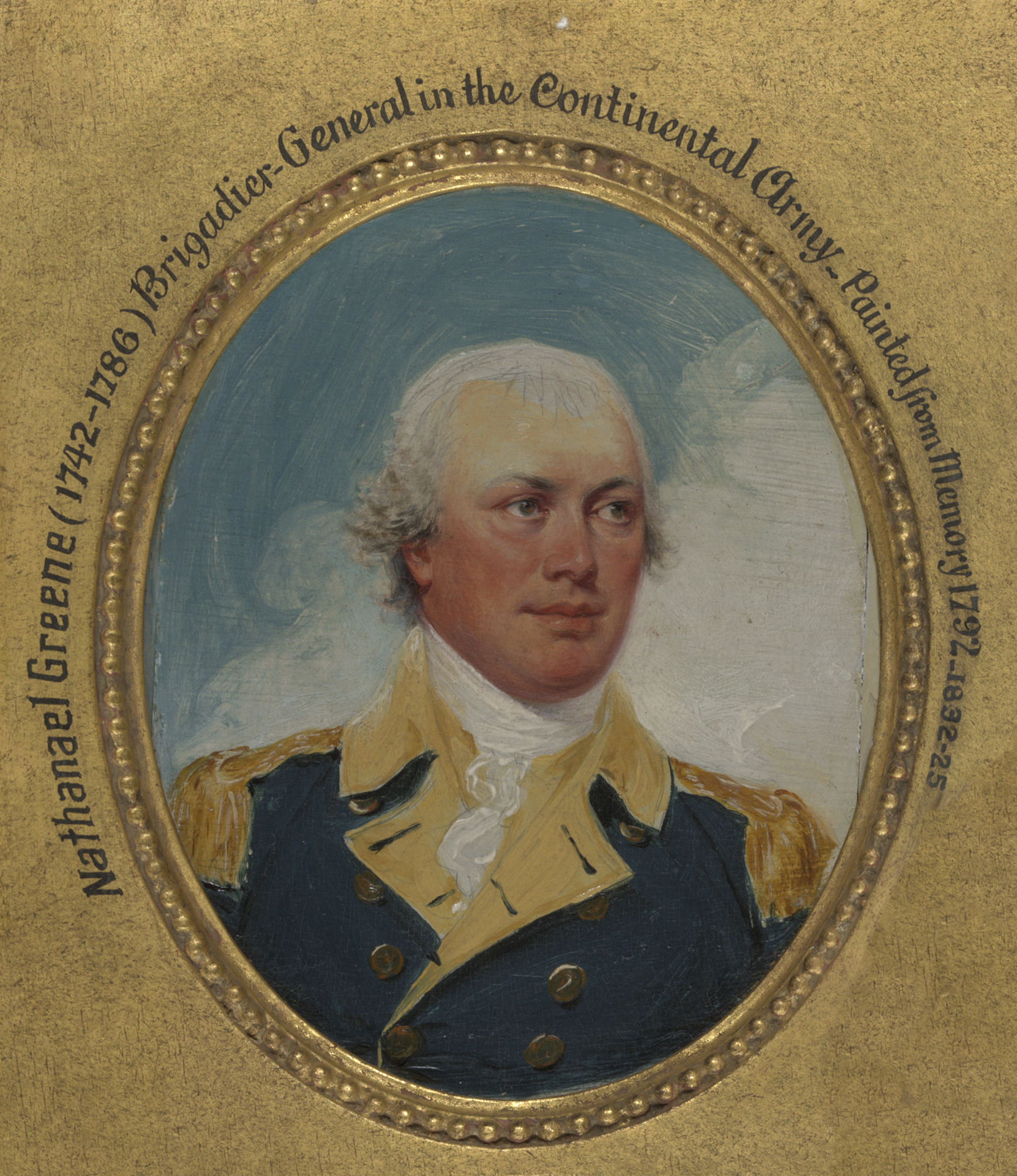
Nathanael Greene, po kterém byl okres pojmenován

Greene County bylo založeno v roce 1838 z původního Orange County. Okres je pojmenován po hrdinovi americké války za nezávislost Nathanaelu Greenovi, který byl generálem kontinentální armády.
K velké nehodě došlo 24. října 1979, kdy prasklo hlavní vedení zemního plynu a způsobilo výbuch. Následný požár zničil zvonici budovy okresního soudu a budovu okresního úřadu. Rychlý zásah hasičů na místě ale zachránil okresní záznamy zajištěné v trezoru.

## Geografie
Podle amerického úřadu pro sčítání lidu má okres celkovou rozlohu 406,1 km2 (156,8 čtverečních mil), z čehož 404,3 km2 (156,1 čtverečních mil) je země a 1,8 km2 (0,7 čtverečních mil; 0,4 %) je vodní plocha. Je to druhý nejmenší okres ve Virginii podle celkové rozlohy.

### Přilehlé okresy
- Rockingham County, Virginie – západ
- Page County, Virginie – severozápad
- Madison County, Virginie – severovýchod
- Orange County, Virginie – jihovýchod
- Albemarle County, Virginie – jih

### Národní chráněná území
- Národní park Shenandoah (část)

### Hlavní dálnice
- US 29
- US 33
- SR 230

## Demografie

### Sčítání lidu 2020
| Rasa / etnicita (NH = Nehispánský)                    | Pop. 2010 | Pop. 2020 | % 2010   | % 2020   |
| ----------------------------------------------------- | --------- | --------- | -------- | -------- |
| Pouze běloch (NH)                                     | 15 785    | 16 214    | 85,77 %  | 78,89 %  |
| Pouze černoch nebo Afroameričan (NH)                  | 1 160     | 1 442     | 6,30 %   | 7,02 %   |
| Pouze domorodý obyvatel nebo domorodec z Aljašky (NH) | 38        | 26        | 0,21 %   | 0,13 %   |
| Pouze Asiat (NH)                                      | 247       | 456       | 1,34 %   | 2,22 %   |
| Pouze tichomořský ostrovan (NH)                       | 2         | 4         | 0,01 %   | 0,02 %   |
| Pouze nějaká jiná rasa (NH)                           | 46        | 92        | 0,25 %   | 0,45 %   |
| Smíšená rasa nebo více ras (NH)                       | 344       | 988       | 1,87 %   | 4,81 %   |
| Hispánci nebo Latinos (jakákoliv rasa)                | 781       | 1 330     | 4,24 %   | 6,47 %   |
| Celkem                                                | 18 403    | 20 552    | 100,00 % | 100,00 % |

### Sčítání lidu 2010
Podle sčítání lidu z roku 2010 žilo v okresu 18 403 lidí, 6 780 domácností a 5 072 rodin. Hustota zalidnění byla 45,5 obyvatel / km2 (117,8 obyvatel na čtvereční míli). Bylo tam 7 509 bytových jednotek u průměrné hustoty 18,6 / km2 (48,1 na čtvereční míli). Rasový obraz okresu byl 87,6 % běloši, 6,3 % černoši nebo Afroameričané, 0,19 % domorodí Američané, 0,45 % Asiaté, 0,2 % tichomořští ostrované, 0,64 % jiné rasy, a 2,2 % dvě nebo více ras. 4,2 % populace byli Hispánci nebo Latinos jakékoliv rasy.
Bylo tam 6 780 domácností, z nichž 32,2 % měly děti do věku 18 let žijící doma, 59 % byly manželské páry žijící společně, 11,1 % mělo za hlavu rodiny ženu bez manžela a 25,2 % nebyly rodiny. 20,1 % všech domácností bylo tvořeno jednotlivci a v 6,6 % žil někdo ve věku 65 let nebo starší, kdo žil osamoceně. Průměrná velikost domácnosti byla 2,69 a velikost průměrné rodiny byla 3,08. Střední věk všech jednotlivců v okrese byl 59,3 let.
Střední příjem na domácnost v okrese byl 54 307 USD a střední příjem rodiny byl 60 414 USD. Příjem na osobu byl v okresu 24 696 USD. 8,4 % populace a 4,9 % rodin bylo pod hranicí chudoby. Z celkové populace žilo 8,6 % do věku 18 let a 11,8 % ve věku 65 let a starší pod hranicí chudoby.

## Vláda

### Místní zastoupení na federální a státní úrovni
- Demokratka Abigail Spanbergerová ve Sněmovně reprezentantů USA jako součást 7. obvodu
- Republikán Nicholas J. (Nick) Freitas ve Sněmovně delegátů Virginie (62. obvod)
- Republikán Bryce E. Reeves v Senátu státu Virginia (28. obvod)

#### Dějiny
Před zasedáním v roce 2024 bylo Greene County součástí virginského 58. okresu Sněmovny delegátů a virginského 24. senátního okresu.
Před zasedáním v roce 2022 bylo Greene County součástí virginského 5. okresu Kongresu.
V květnu 2022 okresní komisař pro příjmy Larry Vernon Snow rezignoval a přiznal se k federálním obviněním z manipulace se svědky. Funkci zastával od roku 1987 a v době, kdy byl obžalován, byl znovu zvolen. Jeho syn Bryant Austin Snow se také přiznal k obvinění z distribuce drog.

### Dozorčí rada
Dozorčí rada má pět členů:
- At-Large District: Francis X. McGuigan
- Midway District: Marie Durrerová (I)
- Monroe District: Timothy L Goolsby
- Ruckersville District: Davis Lamb (I)
- Stanardsville District: Abbey Heflinová (I)

### Ústavní činitelé
- Ředitelka obvodního soudu: Ashby Lamb-Gomezová
- Komisařka pro příjmy: Kim Tateová (I)
- Právník Commonwealthu: Edwin „Win“ Consolvo (I)
- Šerif: Steven S. Smith (I)[10]
- Pokladnice: Stephanie Allen Dealová (I)

### Vymáhání práva
Úřad šerifa Greene County je hlavní vynucovací agenturou okresu.
Poté, co studie z roku 1994 označila Greene County za druhý nejnebezpečnější okres ve Virginii z hlediska dopravy, úřad šerifa zakročil proti překračování rychlosti. V roce 1997 úřad vypsal 15krát více pokut než v roce 1992.
V listopadu 2016, několik dní před volbami, uspořádalo šerifovo oddělení veřejný seminář na Piedmont Virginia Community College o islámu a džihádismu. Protidemonstranti označili obsah za islamofobní a skupina, která na semináři vystoupila, byla později přidána na seznam nenávistných skupin organizace Southern Poverty Law Center.

### Výsledky prezidentských voleb
| Rok  | Republikáni | Republikáni | Demokraté | Demokraté | Třetí strana | Třetí strana |
| Rok  | Počet       | %           | Počet     | %         | Počet        | %            |
| ---- | ----------- | ----------- | --------- | --------- | ------------ | ------------ |
| 2020 | 6 866       | 60,70 %     | 4 163     | 36,80 %   | 282          | 2,49 %       |
| 2016 | 5 945       | 61,88 %     | 2 924     | 30,44 %   | 738          | 7,68 %       |
| 2012 | 5 569       | 61,72 %     | 3 290     | 36,46 %   | 164          | 1,82 %       |
| 2008 | 4 980       | 60,29 %     | 3 174     | 38,43 %   | 106          | 1,28 %       |
| 2004 | 4 570       | 65,86 %     | 2 240     | 32,28 %   | 129          | 1,86 %       |
| 2000 | 3 375       | 62,36 %     | 1 774     | 32,78 %   | 263          | 4,86 %       |
| 1996 | 2 351       | 55,29 %     | 1 440     | 33,87 %   | 461          | 10,84 %      |
| 1992 | 2 265       | 52,30 %     | 1 353     | 31,24 %   | 713          | 16,46 %      |
| 1988 | 2 234       | 69,29 %     | 899       | 27,88 %   | 91           | 2,82 %       |
| 1984 | 2 216       | 73,87 %     | 760       | 25,33 %   | 24           | 0,80 %       |
| 1980 | 1 702       | 60,55,%     | 925       | 32,91 %   | 184          | 6,55 %       |
| 1976 | 1 095       | 51,41 %     | 895       | 42,02 %   | 140          | 6,57 %       |
| 1972 | 1 208       | 78,24 %     | 318       | 20,60 %   | 18           | 1,17 %       |
| 1968 | 856         | 55,26 %     | 255       | 16,46 %   | 438          | 28,28 %      |
| 1964 | 641         | 58,06 %     | 460       | 41,67 %   | 3            | 0,27 %       |
| 1960 | 573         | 64,24 %     | 314       | 35,20 %   | 5            | 0,56 %       |
| 1956 | 539         | 63,49 %     | 246       | 28,98 %   | 64           | 7,54 %       |
| 1952 | 537         | 67,80 %     | 250       | 31,57 %   | 5            | 0,63 %       |
| 1948 | 420         | 58,82 %     | 261       | 36,55 %   | 33           | 4,62 %       |
| 1944 | 393         | 58,14 %     | 282       | 41,72 %   | 1            | 0,15 %       |
| 1940 | 282         | 43,72 %     | 363       | 56,28 %   | 0            | 0,00 %       |
| 1936 | 321         | 48,42 %     | 341       | 51,43 %   | 1            | 0,15 %       |
| 1932 | 258         | 39,57 %     | 394       | 60,43 %   | 0            | 0,00 %       |
| 1928 | 423         | 62,02 %     | 259       | 37,98 %   | 0            | 0,00 %       |
| 1924 | 240         | 44,86 %     | 285       | 53,27 %   | 10           | 1,87 %       |
| 1920 | 414         | 57,18 %     | 306       | 42,27 %   | 4            | 0,55 %       |
| 1916 | 239         | 51,96 %     | 221       | 48,04 %   | 0            | 0,00 %       |
| 1912 | 141         | 29,44 %     | 238       | 49,69 %   | 100          | 20,88 %      |

## Veřejné služby
Jeffersonova-Madisonova regionální knihovna je regionální knihovní systém, který poskytuje služby občanům Greene.

## Vzdělání
V Greene County je střední škola a tři základní školy.
Nachází se zde Piedmont VA CC - Eugene Giuseppe Center.

## Společenství
| Města 1. Stanardsville (349)                                 | Města 1. Stanardsville (349)      | Místa určená sčítáním 1. Ruckersville (1,484) 2. Twin Lakes (1,602) | Místa určená sčítáním 1. Ruckersville (1,484) 2. Twin Lakes (1,602) |                                 |
| Nezařazená společenství                                      |                                   |                                                                     |                                                                     |                                 |
| - Amicus - Barnes - Barbousville - Burtonville - Dawsonville | - Dyke - Geer - Haneytown - Lydia | - McMullen - Midway - Newton - Pirkey                               | - Quinque - St. George - Shady Grove - Simmons Gap                  | - Upper Pocosin - Williams Fork |